# Вассиан (архиепископ Казанский)
Архиепископ Вассиан (ум. 21 мая 1575) — епископ Русской православной церкви, архиепископ Казанский и Свияжский.
Первые сведения о нём относятся к 1558 году, когда он стал игуменом Костромского Ипатьевского Троицкого монастыря. При нём были построены сохранившиеся до наших дней зимняя Богородице-Рождественская церковь и трапезная Троицкого собора.
С 1569 года — архимандрит Новоспасского монастыря в Москве. При нём монастырь был окружён валом с мощной деревянной стеной.
Принимал участие в Соборе 1572 года, избравшего митрополита Антония и одобрившего четвёртый брак Ивана IV.
14 февраля 1575 года хиротонисан во епископа Казанского и Свияжского с возведением в сан архиепископа.
Прибыл в Казань 23 апреля 1575 года и уже через четыре недели, 21 мая 1575 года, скончался. Похоронен у северной стены Кафедрального Благовещенского собора.